# Dominic Frontiere
Dominic Carmen Frontiere (New Haven, Connecticut, 1931. június 17. – Tesuque, Új-Mexikó, 2017. december 21.) Primetime Emmy- és Golden Globe-díjas amerikai zeneszerző.

## Filmjei
- Tízezer hálószoba (Ten Thousand Bedrooms) (1957)
- The Marriage-Go-Round (1961, karmester)
- Rawhide (1961, tv-sorozat)
- The New Breed (1961–1962, tv-sorozat, 36 epizód)
- Végtelen határok (The Outer Limits) (1963–1964, tv-sorozat, két epizód)
- A Global Affair (1964, karmester)
- Branded (1965, tv-sorozat)
- Namu, a gyilkos bálna (Namu, the Killer Whale) (1966)
- Incubus (1966)
- The Fugitive (1964–1966, tv-sorozat, három epizód)
- 12 O'Clock High (1964–1967, 77 epizód, karmester is)
- The F.B.I. (1964–1967, 61 epizód, karmester)
- Iron Horse (1966–1967, tv-sorozat, hat epizód)
- The Rat Patrol (1967, tv-sorozat, egy epizód)
- Támadás egy idegen bolygóról (The Invaders) (1967–1968, 28 epizód)
- Mission Batangas (1968)
- A legjobb (Number One) (1969)
- The Last Escape (1970)
- Matt Lincoln (1970, tv-sorozat, egy epizód)
- Swing Out, Sweet Land (1970, tv-film, karmester)
- On Any Sunday (1971, dokumentumfilm, karmester)
- Search (1972–1973, tv-sorozat, 23 epizód)
- The House of Seven Corpses (1974)
- Chopper One (TV Series) (1974, tv-sorozat, 12 epizód)
- Zorro újabb kalandjai (The Mark of Zorro) (1974, tv-film, karmester)
- Cleopatra Jones and the Casino of Gold (1975, karmester)
- Rágógolyó futam (The Gumball Rally) (1976, karmester is)
- Pipe Dreams (1976, karmester)
- Warhead (1977)
- Kingdom of the Spiders (1977)
- Washington zárt ajtók mögött (Washington: Behind Closed Doors) (1977, tv-film)
- The Young Pioneers (1978, tv-sorozat, három epizód)
- Vega$ (1978–1981, tv-sorozat, 62 epizód)
- Roar (1981)
- Akciócsoport (Strike Force) (1981–1982, tv-sorozat, két epizód)
- Matt Houston (1982–1985, tv-sorozat, 60 epizód)
- A pilóta (The Aviator) (1985, karmester)
- Trade Winds (1993, tv-film)
- Az éj színe (Color of Night) (1994, karmester)

## Díjai
- Golden Globe-díjas (1981, A kaszkadőr című filmért)